# مركبة مائية
هو مصطلح يطلق بشكل عام على كل المركبات التي تتنقل على سطح الماء مثل السفن و القوارب و الحوامات والغواصات. هذا المصطلح يطلق على السفن التي تتحرك بقوة دفع (سواء عن طريق شراع أو محرك أو مجداف) ولا تمثل الأشياء التي تكاد تطفوا مثل الطوف الخشبي.

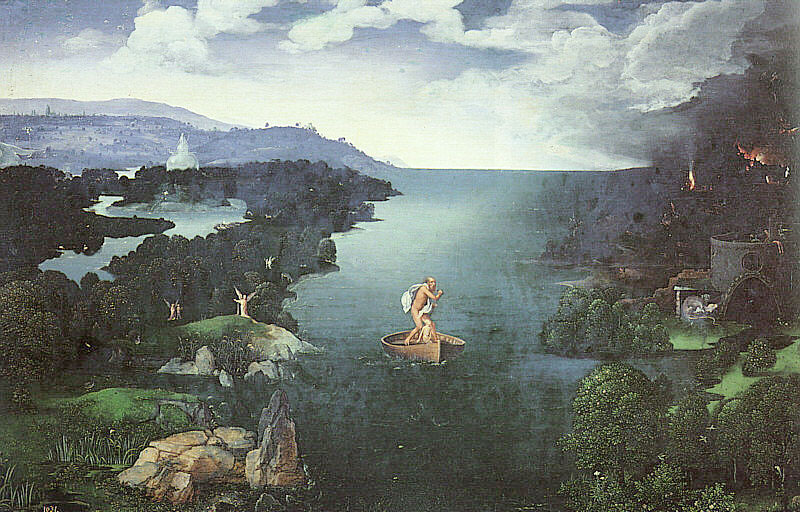
صورة تمثل مركب نهري بدائي.

## المصطلح
يطلق أسم المركبات المائية أما على السفن أو القراب، ولكن هناك عدد من الطوافات التي يعتبر الناس ليست سفن أو مراكب مثل: ركمجة أو الروبتات اعماق البحار أو الطائرات المائية و اخيرا الطربيدات.
برغم ان السفن في العادة أكبر من القوارب، فإن ما يوضح الفارق بينهم ليس الحجم فقط ولكن:
- السفن مصممه لكي تبحر في المحيطات المفتوحه. أما المراكب فهي اصغر ومصممه لكي تبحر على السواحل أو في البحار الإقليمية.
- القاعدة الأساسية تقول «أن السفن تستطيع ان تحمل القوارب ولكن القوارب لا تستطيع ان تحمل سفن». في الغالب توجد مساحات كافية على ظهر السفينة لكي تحمل القوارب الخاصة بها مثلقوارب النجاة أو  الشخطورة أو القوارب السريعة (اللنش).
- القوانين المحلية تعرف الحجم (أو عدد الصواري) التي فرق بين السفينة والقارب.
- السفن التجارية هي أي مركبة مائية تطفو على سطح الماء لنقل البضائع بغرض الحصول على عائد مادي. ومن هذا التعريف من الممكن إطلاق على سفينة ركاب «تجارية» على إساس ان الركاب هم البضائع.

## الأستخدامات

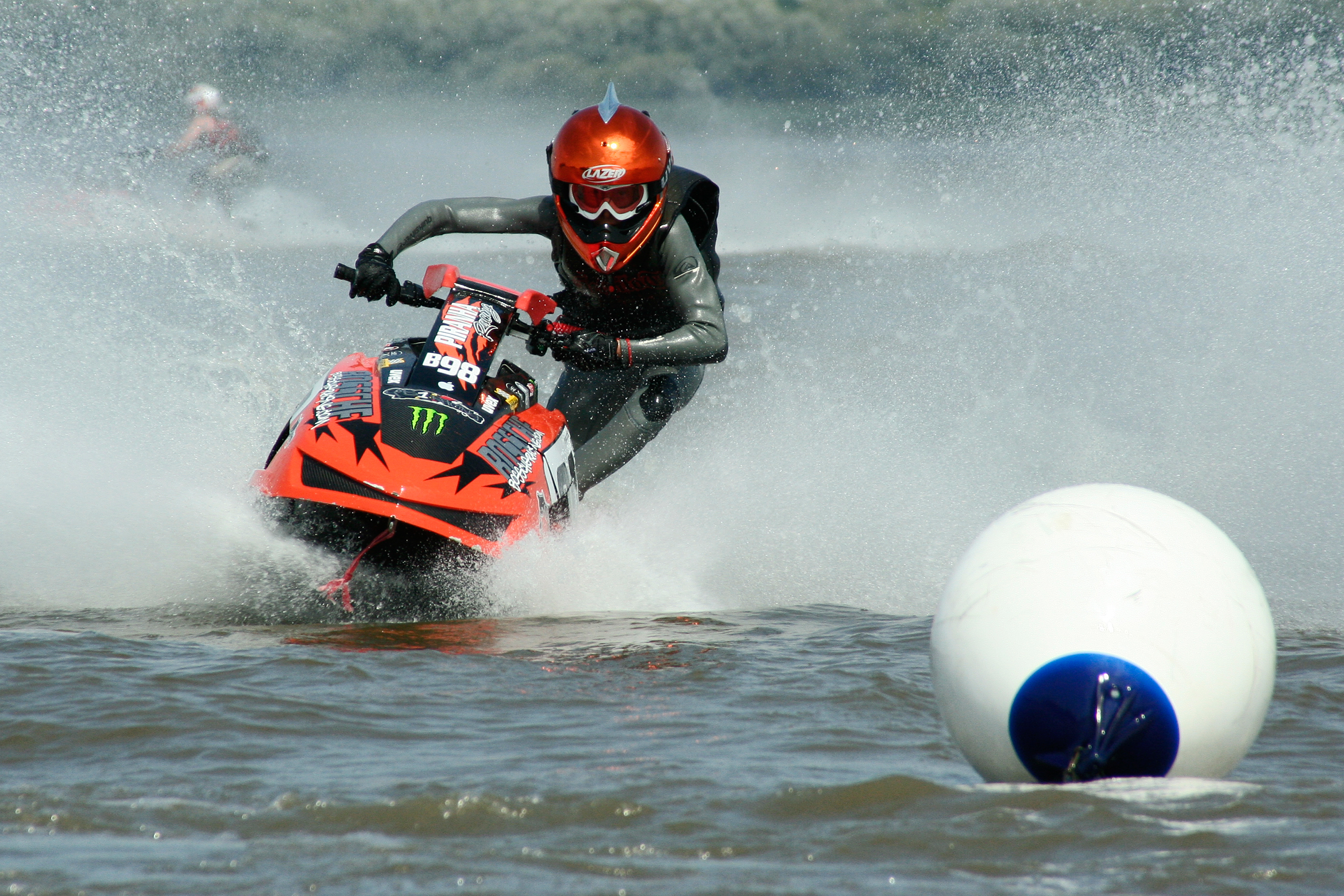
جيت سكي شخصي يستخدم في سباق.

تسخدم المركبات المائية في الإبحار للأغراض التجارية مثل: استخراج المواد الخام أو الصيد أو لنقل البضائع أو البشر، أو للأغراض الترفيهية أو للأغراض العسكرية مثل تأمين السواح أو العمليات العسكرية أو الابرار البحري أو لعمليات الإنقاذ وتأمين السواحل.

## التصميم
يراعي في تصميم المركبات المائيه التوازن بين السعة والسرعة وصلاحيتها للملاحة البحرية. تأخذ سعه المركبة المائية كالعامل الأساسي في النقل البحري، أما السرعة فهي مهمه في السفن الحربية، أما عوامل الأمان فهو العامل الأساسي في سفن الركاب أو المراكب التي تستخدم للأغراض الترفيهيه.

## قوة الدفع
في البداية كان يتم استخدام المجاديف أو الأشرع كالقوة الاساسية لتحريك المركبات. وبداية الثورة الصناعيه تم استخدام المحركات البخارية ثم تم استبدال المحرك البخاري بمحركات الديزل. ومع اكتشاف الطاقة النوويه أصبحت بعض المركبات الحربية كالغواصات أو حاملات الطائرات تستخدم هاته الطاقة النووية لتلبية حاجة التنقل والحاجيات الأخرى مثل الطاقة الكهربائية الازمة لعمل المعدات الكهربائية في السفينة وتستخدم الطاقة النووية في السفن نظرا لطول فترة عملها (سنوات) بكمية قليلة نسبيا من الوقود النووي وايضا للقوة الهائلة التي تمنحها نتيجة للتفاعلات النووية.

## التشيد
يتم استخدام الخشب والجلد والمعادن والسليكات و البلاستك بجانب مواد أخرى. بالاضافه إلى نظم الملاحة المختلفه والاسلحه في حالة السفن الحربية.

## الملاحة
تطورت نظم الملاحة عبر الزمن أبتداءً باستخدام النجوم والبوصلة مروراََ بالأسطرلاب و الطرق الألية وحالياََ يتم استخدام الحواسيب الرقمية التي تعتمد على الأقمار الصناعية باستخدام نظام التموضع العالمي (GPS).

## الأسلحة
الأسلحة البحرية إتبعت نفس التطور الذي لحق بالأسلحة الأرضية من حيث:
- حاملات الطائرات
- البنادق الألية
- مقذوفات المدافع
- الصواريخ
- الألغام البحرية
- الطربيدات
- السفن الحربيه التي تحتوي على اسلحه التوجيه  المباشر
- المدافع

قبل الثورة الصناعية التي صاحبت إنتاج الكثير من البنادق الألية والمدافع، كانت المعارك البحرية يتم حسمها عن طريق المحاربة على سطح المركبات بين طاقم السفن المتحاربتين. أما بعد بدايات القرن العشرين أصبح هناك تطور في التكنولجيا جعل استخدام المدافع والصواريخ الموجه تستخدم في إغراق السفن أو القوارب المعادية، كذلك تستخدم السفن في عمليات الإنزال البحري للمشاة البحرية.